# Гіпотеза Андріци
Гіпотеза Андріци — гіпотеза щодо інтервалів між простими числами, згідно з якою нерівність:
{\displaystyle {\sqrt {p_{n+1}}}-{\sqrt {p_{n}}}<1}
виконується для всіх {\displaystyle n}, де {\displaystyle p_{n}} є {\displaystyle n} -м простим числом. якщо {\displaystyle g_{n}=p_{n+1}-p_{n}} означає {\displaystyle n} -й інтервал, то гіпотезу Андріци можна переписати як:
{\displaystyle g_{n}<2{\sqrt {p_{n}}}+1}.
Сформулював румунський математик Дорін Андріца 1986 року .

## Емпіричне підтвердження
На початку 2000-х років з використанням даних про найбільші інтервали простих чисел гіпотезу перевірено аж до {\displaystyle 1{,}3002\times 10^{16}}. Використовуючи таблицю максимальних інтервалів і нерівність для інтервалів, можна розширити значення підтвердження аж до {\displaystyle 4\times 10^{18}}.
Існує графічна ілюстрація гіпотези: для дискретної функції {\displaystyle A_{n}={\sqrt {p_{n+1}}}-{\sqrt {p_{n}}}} (функції Андріци) найбільше значення спостерігається в точці {\displaystyle n=4} зі значенням {\displaystyle A_{4}\approx 0{,}670873\dots }, і більших значень немає серед перших 105 простих чисел. Оскільки функція Андріци асимптотично спадає в міру зростання {\displaystyle n}, гіпотеза з великою ймовірністю правильна, але залишається недоведеною.

## Узагальнення
Як узагальнення гіпотези Андріци розглядається така рівність:
{\displaystyle p_{n+1}^{x}-p_{n}^{x}=1,}
де {\displaystyle p_{n}} — {\displaystyle n}-е просте, а {\displaystyle x} може бути будь-яким додатним (дійсним) числом.
Найбільший можливий розв'язок за {\displaystyle x} знаходиться при {\displaystyle n=1}, коли {\displaystyle x_{\max }=1}. Є гіпотеза, що найменше значення {\displaystyle x} дорівнює {\displaystyle x_{\min }\approx 0{,}567148\dots }, яке знаходиться при {\displaystyle n=30}.
Ця гіпотеза формулюється у вигляді нерівності, яка узагальнює гіпотезу Андріци:
{\displaystyle p_{n+1}^{x}-p_{n}^{x}<1} для {\displaystyle x<x_{\min }}.